# Tisíciletá lípa ve Staré Lysé
Tisíciletá lípa ve Staré Lysé je mohutným památným stromem, který roste na návsi ve středočeské obci Stará Lysá u silnice III/3314.

## Základní údaje
- název: Tisíciletá lípa, Lípa ve Staré Lysé[4], Stará lípa[2]
- výška: 19 m[1], 19 m (2001)[2]
- obvod: 610 cm[1], 690 cm (2001)[2], 672 cm (2003)[4]
- věk: 500 let[2][3], 700 let[5], 750-1000 let[6]
- chráněna: od 4. března 1975[3] / 25. července 1978[1]
- památný strom ČR: od roku 1992
- finalista soutěže Strom roku 2007 (2. místo)[3]
- sanace: ano[2]
- umístění: kraj Středočeský, okres Nymburk, obec Stará Lysá
- souřadnice: 50°13'18.6"N, 14°48'13.3"E

Lípa roste v centru obce při červené turistické trase, cyklostezce 0037 u silnice nedaleko školy. Nedaleko stromu stojí drobná náboženská stavba - krucifix.

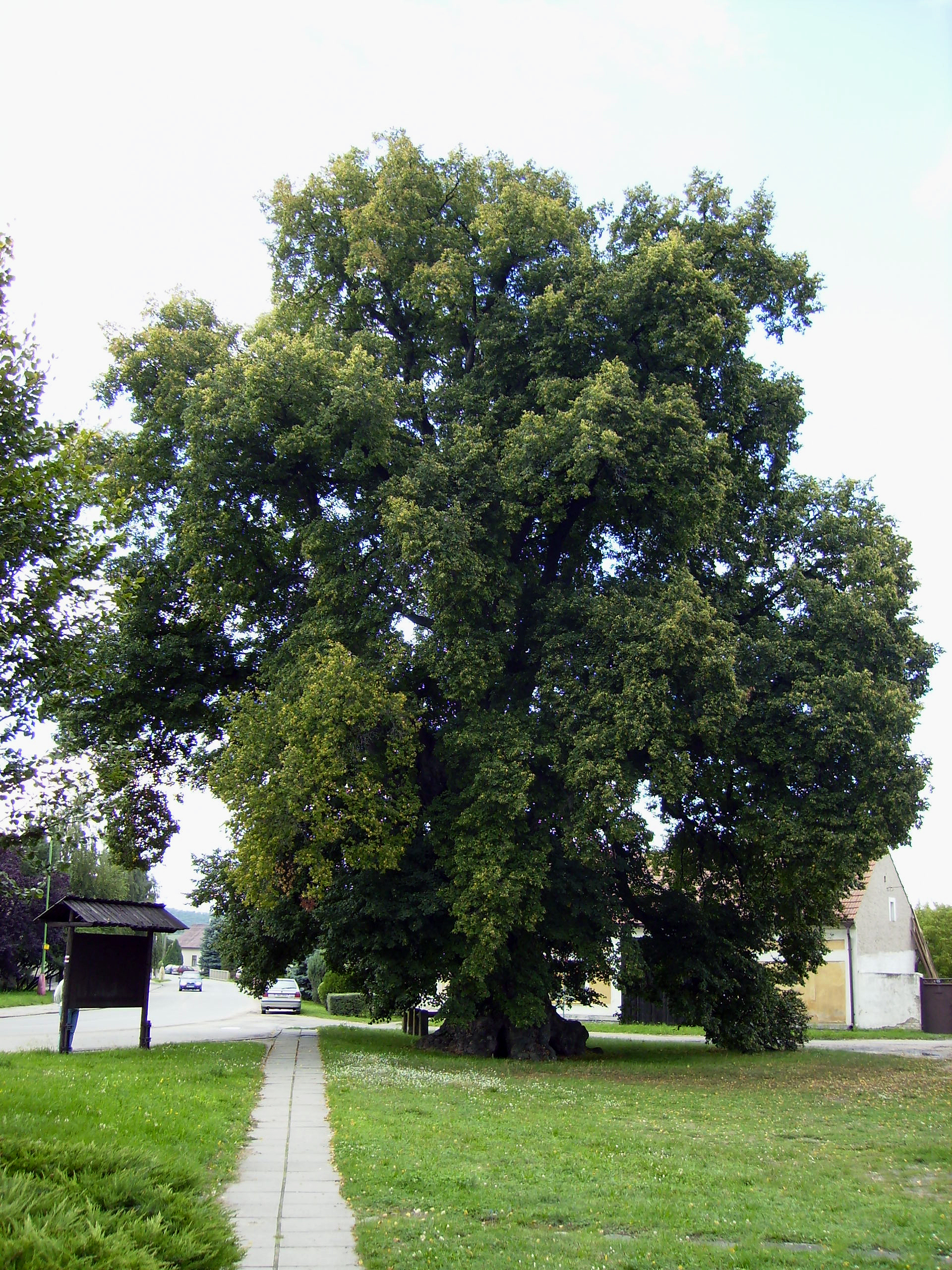
Památná lípa na návsi ve Staré Lysé

## Stav stromu a údržba
Strom je ošetřený, v dobrém zdravotním stavu. Vytváří mohutné kořenové náběhy, boulovitý kmen i kořeny. Kmen je při zemi dutý, větví se ve výšce 6 metrů. Soliterní strom tvoří dominantu obce. 13. listopadu 2003 byla dutina stromu poškozena záměrně založeným požárem.

## Historie a pověsti
Lípa původně rostla na hrázi Starolyského rybníka. Ten byl ale roku 1850 vysušen a vesnice postupem času strom obklopila. Na lípě byly vyvěšovány vyhlášky o mobilizaci, loučili se pod ní se svými blízkými naverbovaní rekruti.
Podle pověsti pod ní s vojskem tábořil husitský hejtman Prokop Holý, když táhl k Lipanům. Později zde prý začínal a končil hony hrabě Špork, majitel místního panství.

## Další zajímavosti
Lípě byl věnován prostor v televizním pořadu Paměť stromů, konkrétně v dílu č. 4: Stromy žijí s lidmi. Ve svém díle ji zachytil i akademický malíř Jaroslav Turek, jehož kresba zdobí slavnostní listy obecního úřadu Staré Lysé. Lípa ve Staré Lysé se v roce 2007 probojovala do finále soutěže Strom roku, kterou pořádá Nadace Partnerství. V celostátním kole skončila na druhém místě se ziskem 11 187 hlasů.

## Památné a významné stromy v okolí
- Tis Bon Repos - na zámku u Čihadel
- Lípy u sv. Jana Křtitele - park u kaple v severozápadní části obce